# 新富町 (川越市)
新富町（しんとみちょう）は、埼玉県川越市の町名。郵便番号は350-0043。

## 地理
川越市の中心部に位置する。本川越駅が所在し、川越駅からも近いことから、商業施設や高層マンションが建ち並ぶ。

## 交通
- 西武新宿線
  - 本川越駅

### 道路
- 埼玉県道229号本川越停車場線

## 施設
- 川越プリンスホテル
- 川越市産業観光館